# Franco Civolani
Franco Civolani (Livorno, 14 gennaio 1926 – Livorno, 27 dicembre 1995) è stato un calciatore italiano, di ruolo difensore o centrocampista.

## Caratteristiche tecniche
Giocava come difensore o come mediano.

## Carriera
Nel 1946 è stato messo in lista di trasferimento dall'Ardenza, squadra livornese militante nelle serie minori con la cui maglia aveva giocato nella stagione 1945-1946. Nella stagione 1947-1948 ha esordito in Serie B con la maglia del Pisa, mettendo a segno una rete in 30 presenze nella serie cadetta. A fine stagione è passato al Livorno, con cui nella stagione 1948-1949 ha disputato il campionato di Serie A; ha esordito in massima serie il 24 aprile 1949 in Novara-Livorno (3-1), e nel corso della stagione ha giocato in totale 2 partite con i granata. A fine stagione, conclusa con la retrocessione in Serie B dei labronici, è passato all'Anconitana, con cui nella stagione 1949-1950 ha disputato il campionato di Serie C ottenendo una promozione in Serie B, categoria in cui ha giocato nella stagione 1950-1951 sempre con i biancorossi totalizzando 29 presenze e 4 gol. A fine stagione è passato all'Arsenaltaranto, con cui nella stagione 1951-1952 ha giocato 20 partite senza mai segnare nel campionato di Serie C; l'anno successivo ha giocato altre 10 partite senza segnare in terza serie con i rossoblù pugliesi, mentre nella stagione 1953-1954 ha disputato 2 partite contribuendo alla promozione dell'Arsenaltaranto in Serie B, la seconda nella sua carriera dopo quella di 4 anni prima con l'Anconitana. Ha fatto parte della rosa della squadra pugliese anche nella stagione 1954-1955, in Serie B, nella quale però non è mai sceso in campo in partite ufficiali ed al termine della quale è stato ceduto all'Empoli, con cui nella stagione 1954-1955 ha giocato nel campionato di Serie C.
In carriera ha giocato 2 partite in Serie A e 59 partite in Serie B, con 5 gol segnati.

## Palmarès

### Club

#### Competizioni nazionali
- Serie C: 2

Anconitana: 1949-1950
Arsenaltaranto: 1953-1954